# 소흥 (남송)
소흥(紹興, 1131년 ~ 1162년)은 남송 고종(高宗) 조구(趙構)의 두번째 연호이다. 32년 가량 사용하였다. 고종(高宗)이 양위하고 난 후에 효종(孝宗)이 융흥으로 개원할 때까지 사용하였다.

## 개원
- 건염(建炎) 5년 1월 1일[1](율리우스력 1131년 1월 31일)에 연호를 소흥(紹興)으로 개원함.[2][3][4][5]

- 소흥(紹興) 32년 11월 16일[6](율리우스력 1162년 12월 23일)에 연호를 융흥(隆興)으로 정하고, 다음 해 1월 1일[7](율리우스력 1163년 2월 5일)에 개원함.[8][9][4][5]

## 연대 대조표
| 소흥 | 서기 (西紀) | 간지 (干支) | 금나라 연호              | 서하 연호       |
| 원년 | 1131년      | 신해 (辛亥) | 천회(天會) 9년           | 정덕(正德) 5년  |
| 2년  | 1132년      | 임자 (壬子) | 천회 10년                | 정덕 6년        |
| 3년  | 1133년      | 계축 (癸丑) | 천회 11년                | 정덕 7년        |
| 4년  | 1134년      | 갑인 (甲寅) | 천회 12년                | 정덕 8년        |
| 5년  | 1135년      | 을묘 (乙卯) | 천회 13년                | 대덕(大德) 원년 |
| 6년  | 1136년      | 병진 (丙辰) | 천회 14년                | 대덕 2년        |
| 7년  | 1137년      | 정사 (丁巳) | 천회 15년                | 대덕 3년        |
| 8년  | 1138년      | 무오 (戊午) | 천권(天眷) 원년          | 대덕 4년        |
| 9년  | 1139년      | 기미 (己未) | 천권 2년                 | 대덕 5년        |
| 10년 | 1140년      | 경신 (庚申) | 천권 3년                 | 대경(大慶) 원년 |
| 소흥 | 서기 (西紀) | 간지 (干支) | 금나라 연호              | 서하 연호       |
| 11년 | 1141년      | 신유 (辛酉) | 천권 4년 황통(皇統) 원년 | 대경(大慶) 2년  |
| 12년 | 1142년      | 임술 (壬戌) | 황통 2년                 | 대경 3년        |
| 13년 | 1143년      | 계해 (癸亥) | 황통 3년                 | 대경 4년        |
| 14년 | 1144년      | 갑자 (甲子) | 황통 4년                 | 인경(人慶) 원년 |
| 15년 | 1145년      | 을축 (乙丑) | 황통 5년                 | 인경 2년        |
| 16년 | 1146년      | 병인 (丙寅) | 황통 6년                 | 인경 3년        |
| 17년 | 1147년      | 정묘 (丁卯) | 황통 7년                 | 인경 4년        |
| 18년 | 1148년      | 무진 (戊辰) | 황통 8년                 | 인경 5년        |
| 19년 | 1149년      | 기사 (己巳) | 황통 9년 천덕(天德) 원년 | 천성(天盛) 원년 |
| 20년 | 1150년      | 경오 (庚午) | 천덕 2년                 | 천성 2년        |
| 소흥 | 서기 (西紀) | 간지 (干支) | 금나라 연호              | 서하 연호       |
| 21년 | 1151년      | 신미 (辛未) | 천덕(天德) 3년           | 천성(天盛) 3년  |
| 22년 | 1152년      | 임신 (壬申) | 천덕 4년                 | 천성 4년        |
| 23년 | 1153년      | 계유 (癸酉) | 천덕 5년 정원(貞元) 원년 | 천성 5년        |
| 24년 | 1154년      | 갑술 (甲戌) | 정원 2년                 | 천성 6년        |
| 25년 | 1155년      | 을해 (乙亥) | 정원 3년                 | 천성 7년        |
| 26년 | 1156년      | 병자 (丙子) | 정원 4년 정륭(正隆) 원년 | 천성 8년        |
| 27년 | 1157년      | 정축 (丁丑) | 정륭 2년                 | 천성 9년        |
| 28년 | 1158년      | 무인 (戊寅) | 정륭 3년                 | 천성 10년       |
| 29년 | 1159년      | 기묘 (己卯) | 정륭 4년                 | 천성 11년       |
| 30년 | 1160년      | 경진 (庚辰) | 정륭 5년                 | 천성 12년       |
| 소흥 | 서기 (西紀) | 간지 (干支) | 금나라 연호              | 서하 연호       |
| 31년 | 1161년      | 신사 (辛巳) | 정륭 6년 대정(大定) 원년 | 천성(天盛) 13년 |
| 32년 | 1162년      | 임오 (壬午) | 대정 2년                 | 천성 14년       |

## 동시대 연호

### 중국
금(金)
- 천회(天會) (1123년 ~ 1137년)
- 천권(天眷) (1138년 ~ 1141년)
- 황통(皇統) (1141년 ~ 1149년)
- 천덕(天德) (1149년 ~ 1153년)
- 정원(貞元) (1153년 ~ 1156년)
- 정륭(正隆) (1156년 ~ 1161년)
- 대정(大定) (1161년 ~ 1189년)

서하(西夏)
- 정덕(正德) (1127년 ~ 1134년)
- 대덕(大德) (1135년 ~ 1139년)
- 대경(大慶) (1140년 ~ 1143년)
- 인경(人慶) (1144년 ~ 1148년)
- 천성(天盛) (1149년 ~ 1169년)

대리국(大理國)
- 보천(保天) (1129년 ~ 1137년)
- 광운(廣運) (1138년 ~ 1147년)
- 영정(永貞) (1147년 ~ 1148년)
- 대보(大寶) (1149년 ~ 1156년)
- 용흥(龍興) (1157년 ~ 1161년)
- 성명(盛明) (1162년 ~ 1163년)

서요(西遼)
- 연경(延慶) (1124년 ~ 1133년)
- 강국(康國) (1134년 ~ 1143년)
- 함청(咸淸) (1144년 ~ 1150년)
- 소흥(紹興) (1151년 ~ 1163년)

유제(劉齊)
- 부창(阜昌) (1130년 ~ 1137년)

기타
- 양요(楊幺) 대성천왕(大聖天王) (1133년 ~ 1135년)
- 왕법은(王法恩) 나평(羅平) (1141년)
- 오라패극렬(熬羅孛極烈) 천흥(天興) (1147년)
- 이랄와알(移剌窩斡) 천정(天正) (1161년 ~ 1162년)

### 베트남
- 티엔푸카인토(天符慶壽) (1127년)
- 티엔투언(天順) (1128년 ~ 1132년)
- 티엔쯔엉바오뜨(天彰寶嗣) (1133년 ~ 1138년)
- 티에우민(紹明) (1138년 ~ 1140년)
- 다이딘(大定) (1140년 ~ 1162년)

### 일본
- 다이지(大治) (1126년 ~ 1131년)
- 덴쇼(天承) (1131년 ~ 1132년)
- 조쇼(長承) (1132년 ~ 1135년)
- 호엔(保延) (1135년 ~ 1141년)
- 에이지(永治) (1141년 ~ 1142년)
- 고지(康治) (1142년 ~ 1144년)
- 덴요(天養) (1144년 ~ 1145년)
- 규안(久安) (1145년 ~ 1151년)
- 닌페이(仁平) (1151년 ~ 1154년)
- 규주(久壽) (1154년 ~ 1156년)
- 호겐(保元) (1156년 ~ 1159년)
- 헤이지(平治) (1159년 ~ 1160년)
- 에이랴쿠(永曆) (1160년 ~ 1161년)
- 오호(應保) (1161년 ~ 1163년)

## 같이 보기
- 다른 왕조의 같은 연호
  - 서요(西遼) 소흥(紹興, 1151년 ~ 1163년)

- 중국의 연호 목록